# Filé

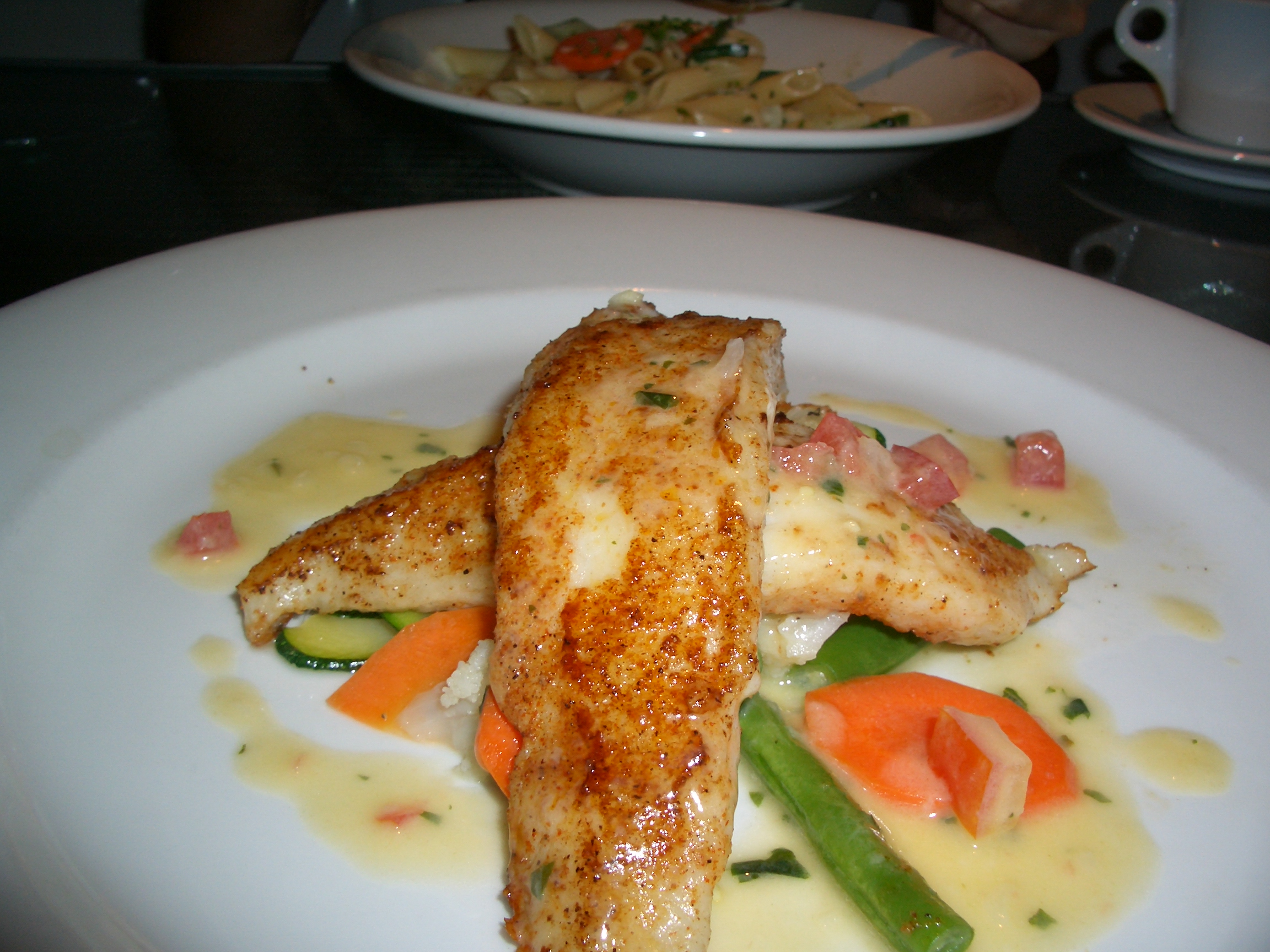
Filé de Saint-Pierre.

Um filé (português brasileiro) ou filete (português europeu) é um corte macio e desossado de carne ou de peixe. No caso de bois e porcos, é retirado da região traseira dos animais, e corresponde aos músculos psoas. No caso de peixes, é retirado de um dos dois lados da espinha dorsal.
No caso de carne bovina, filé quase sempre se refere ao filé mignon. Filés de frango são retirados do peito do animal. No caso dos peixes, os filés são obtidos geralmente fatiando-se paralelamente à espinha dorsal, e não perpendicularmente a ela como é feito no caso das postas. Isto faz com que menos carne seja obtida de cada peixe, porém a falta de ossos faz com que os filés sejam mais seguros para o consumo.

## Etimologia
"Filé" é oriundo do termo francês filet, que significa "rede", numa provável alusão ao formato achatado da carne.

## Gíria
Representa uma coisa ou pessoa bonita, de bela aparência.